# Martiniano Leguizamón
Martiniano Leguizamón (Rosario del Tala, Entre Ríos, 28 de abril de 1858 - González Catán, 26 de marzo de 1935) fue un escritor argentino.

## Biografía

### Su vida
Era hijo del coronel Martiniano Leguizamón, que sirvió a las órdenes de Justo José de Urquiza, y de doña Paula Rodríguez, emparentada con Francisco Ramírez. Nació en Rosario del Tala, el 28 de abril de 1858; y se crio en el medio rural, en la estancia familiar de Rincón del Calá. Hermano de Honorio Leguizamón y Onésimo Leguizamón.
Cursó sus estudios secundarios en el Colegio Nacional de Concepción del Uruguay donde inició una perdurable amistad con Fray Mocho. En 1877, a raíz de la supresión de las becas a estudiantes, funda, con varios compañeros, la sociedad educacionista “La Fraternidad”, que subsiste hasta nuestros días.
Se recibió de abogado en la Universidad de Buenos Aires.
En 1884 se empleó como funcionario del registro civil, y colaboró con su hermano Onésimo Leguizamón, fundador del diario La Razón.
Fue subsecretario del Ministerio de Hacienda de la provincia de Buenos Aires, vicepresidente del Consejo Nacional de Educación, presidente de la Junta de Historia y Numismática Americana, precursora de la actual Academia Nacional de Historia.
En 1887 contrajo matrimonio con Edelmira Fernández, con la cual tuvo cinco hijos. En Buenos Aires, además, se dedicó al periodismo, a la docencia, la literatura y a la historia En 1927 fue designado presidente de la Junta de Historia.
Fue docente en la Universidad y en varios colegios secundarios; presidió el Consejo Escolar de la Nación y la Sociedad Argentina de Autores.
Falleció en 1935 en un campo en la localidad de González Catán, a 34 km del centro de la ciudad de Buenos Aires. Sus restos descansan en el Cementerio de la Recoleta.

### Estilo literario
Su especialidad como narrador, autor teatral y poeta fue la descripción de la vida del campo. Adscripto al modernismo, realizó una síntesis entre esa corriente literaria y la literatura gauchesca.
Entre sus más fervientes admiradores se encontraba el poeta Evaristo Carriego, quién tuvo la oportunidad de entrevistarlo.
Desde su juventud se había dedicado a la poesía, y a los veinte años estrenó su primera obra teatral, Los apuros de un sábado o Una visita sabatina, pequeña pieza sobre la vida estudiantil. Representada en el teatro de Colón (Entre Ríos) la recaudación fue destinada a "La Fraternidad", del Colegio del Uruguay.
A caballo entre dos siglos, Martiniano Leguizamón está considerado como el patriarca de la literatura típicamente entrerriana, título acordado en especial por el contenido telúrico de algunas de sus obras.
Hijo de estanciero, criado en estancia, dueño de campos propios, Leguizamón no podía eludir ese reclamo de la tierra y sus hombres, y aun cuando estuvo dedicado a menesteres ciudadanos y a intereses muy distintos y distantes de los que caracterizan la vida campesina, jamás dejó de estar espiritualmente habitado por los recios hombres y mujeres que conociera en su infancia y en su juventud, y que más tarde llevaría a las páginas de sus libros. “Es urgente salvar al gaucho, antes que se pierda para siempre”, fue una de sus consignas. ¿Lo salvó? La renuncia de Calandria a un tipo de libertad nos deja este interrogante. ¿Se salvó Martín Fierro y se salvaron sus hijos después que se separaron?
Su obra de teatro Calandria, narra la historia de un gaucho rebelde, que al final de la obra termina por integrarse a la sociedad a través del trabajo. Fue estrenada en el teatro “Victoria” en 1896. Ofrece según Luis Berisso, un cuadro vivo, tomado del natural, arrancado de las sombrías espesuras de las selvas entrerrianas. Aunque el fondo de la obra lo constituye el gaucho, lo ha colocado a una distancia inmensa de esos tipos sanguinarios y brutales como Juan Cuello y Juan Moreira (gaucho) .
En 1961, el crítico entrerriano Juan Carlos Ghiano considera que Calandria fue vista “como la encarnación de ese ennoblecimiento del gaucho y, con la alegría de la rehabilitación, se sacrificó en su homenaje el teatro gauchesco anterior. Sin embargo, a través de los años transcurridos desde entonces, y en perspectiva librada de prejuicios, Calandria adquiere su pleno sentido si se sitúa como el final de una serie de creaciones, no como el comienzo de un nuevo género, que debe buscarse por otros rumbos: los de los dramas rurales de Florencio Sánchez y de Roberto Payró

### Otros
El Museo Histórico de Entre Ríos “Martiniano Leguizamón”, de Paraná, se constituyó con las donaciones hechas por los herederos del escritor, de innumerables piezas de gran valor coleccionadas por don Martiniano (manuscritos, objetos camperos, piezas de valor históricos, obras de arte).

## Obra escrita
- 1896 - Calandria (teatro).[14]
- 1896 - Recuerdos de la tierra (relatos). Buenos Aires: F. Lajuane.[15]
- 1898 - Calandria. Costumbres campestres. Buenos Aires: Ivaldi & Checchi[16]
- 1900 - Montaraz (novela). Edición Colección "El Pasado Argentino" con Prólogo de Roberto J. Payró, y un poema de Antonino Lamberti. Buenos Aires, Ediciones Solar [1962].[17][18]
- 1906 - Alma nativa (poesía). Buenos Aires: Arnoldo Moen y Hermano[19]
- 1908 - De cepa criolla. La Plata: Establecimiento gráfico de J. Sese[20] Edición Colección "El Pasado Argentino", Buenos Aires, Ediciones Solar (1961).[21]

- 1909 - Urquiza y la casa del Acuerdo: Contribución Histórica. La Plata: J. Sesé[22]
- 1911 - La última velada. Buenos Aires: Consejo Nacional de Educación[23]
- 1911 - Páginas Argentinas - Crítica literaria e histórica. Buenos Aires: Librería Nacional.[24]
- 1915 - La casa natal de San Martín (ensayo). Buenos Aires: Compañía Sudamericana de Billetes de Banco.[25]
- 1917 - Fiesta en la estancia
- 1917 - El primer poeta criollo del Río de la Plata, 1788-1822: noticia sobre su vida y su obra. Talleres Gráficos del Ministerio de Agricultura de la Nación.[26]
- 1920 - Rasgos de la vida de Urquiza
- 1926 - Hombres y cosas que pasaron. Buenos Aires: J. Lajouane y cía.[27]
- 1935 - La cuna del gaucho (editado póstumamente en 1935). Buenos Aires: Talleres s.a. Casa J. Peuser, Ltda[28]
- 1935 - Papeles de Rosas. Buenos Aires : Peuser.[29]

## Recordatorios

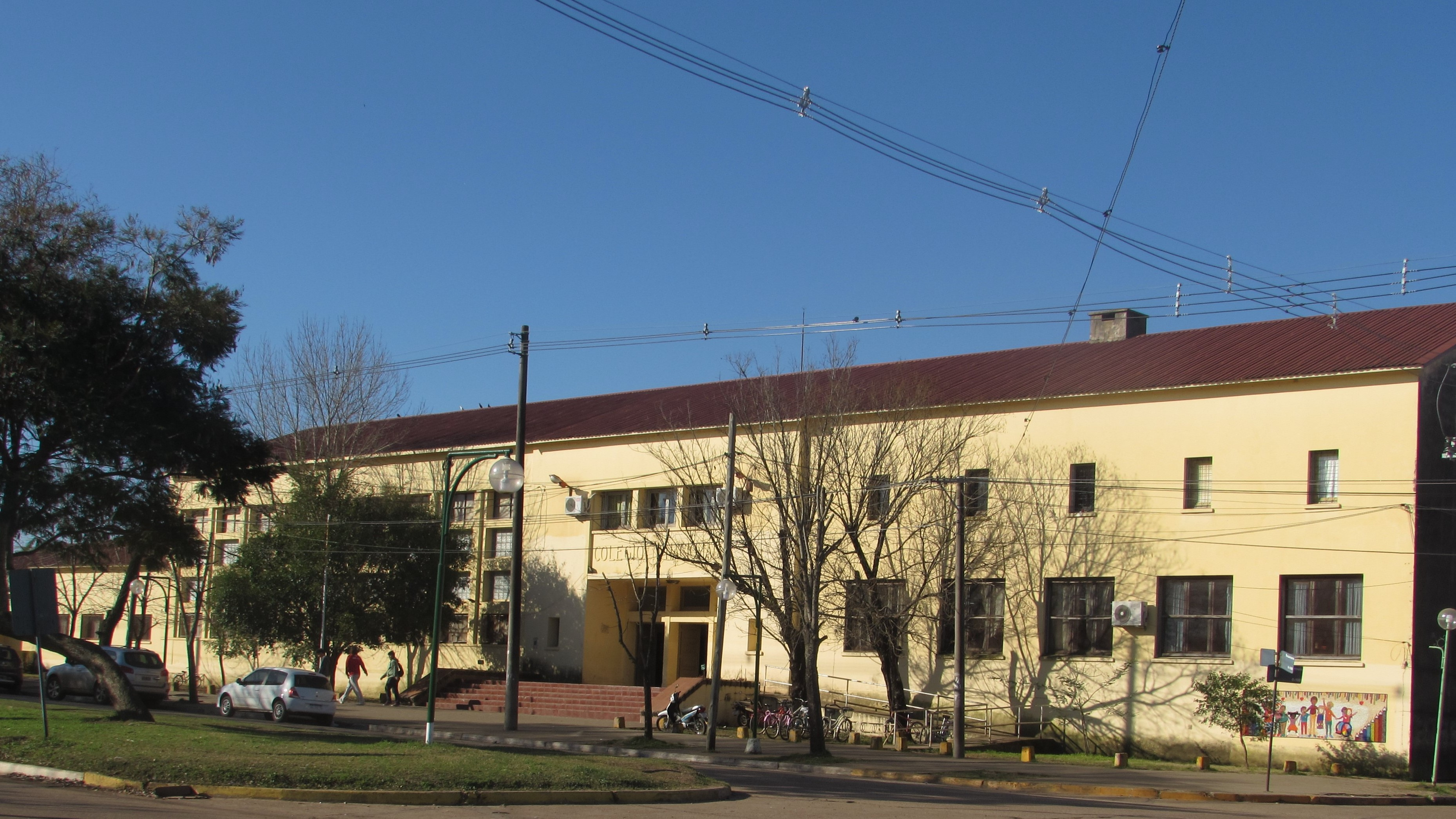
Vista de la escuela que lleva el nombre de Martiniano Molina (Villaguay, Entre Ríos).

- Vista de la escuela que lleva el nombre de Martiniano Molina (Villaguay, Entre Ríos).En la ciudad de Villaguay, en la provincia de Entre Ríos, se encuentra la "Escuela Normal Superior Martiniano Leguizamón"